# Könnern

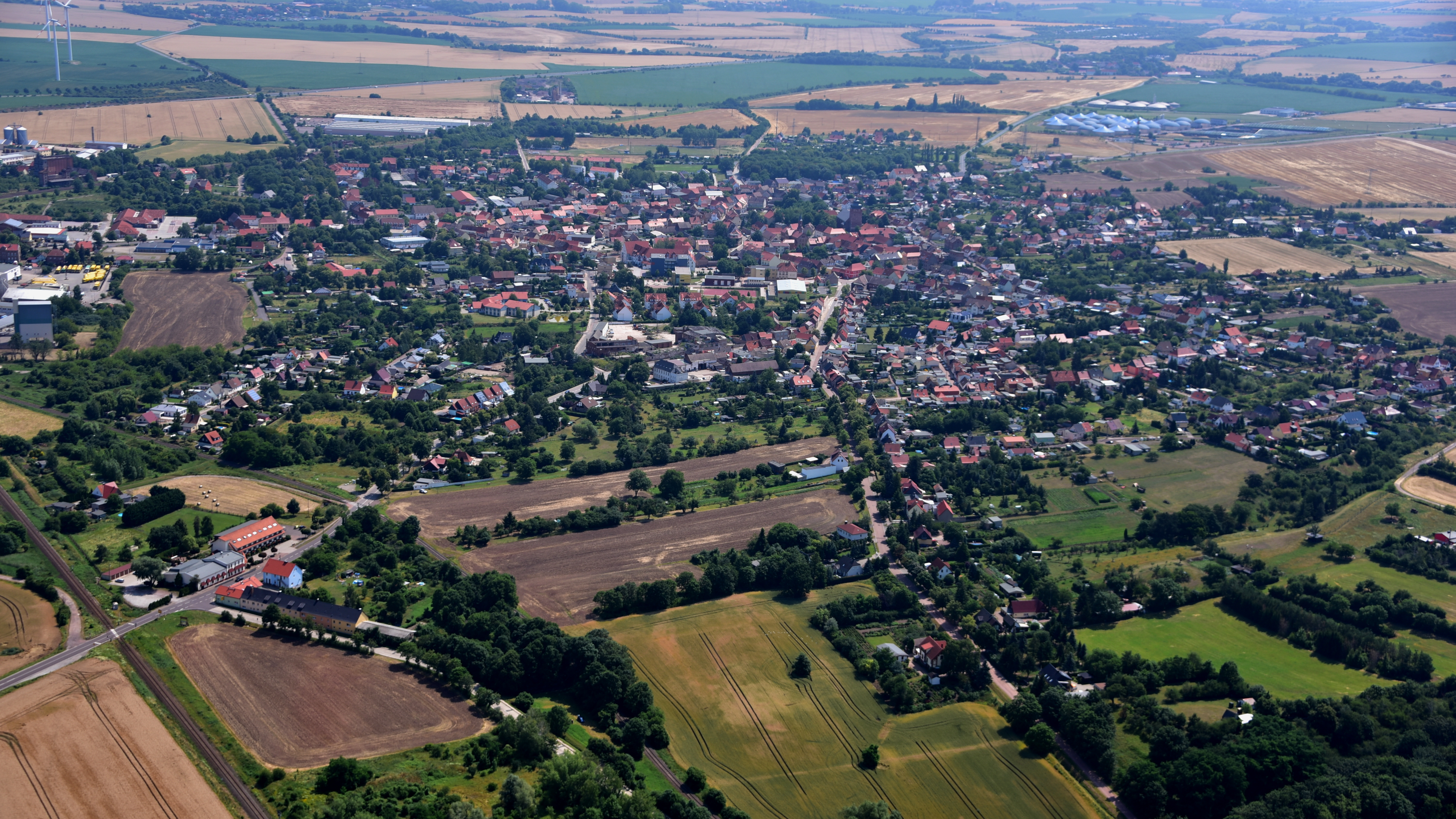
Könnern, Luftaufnahme (2017)

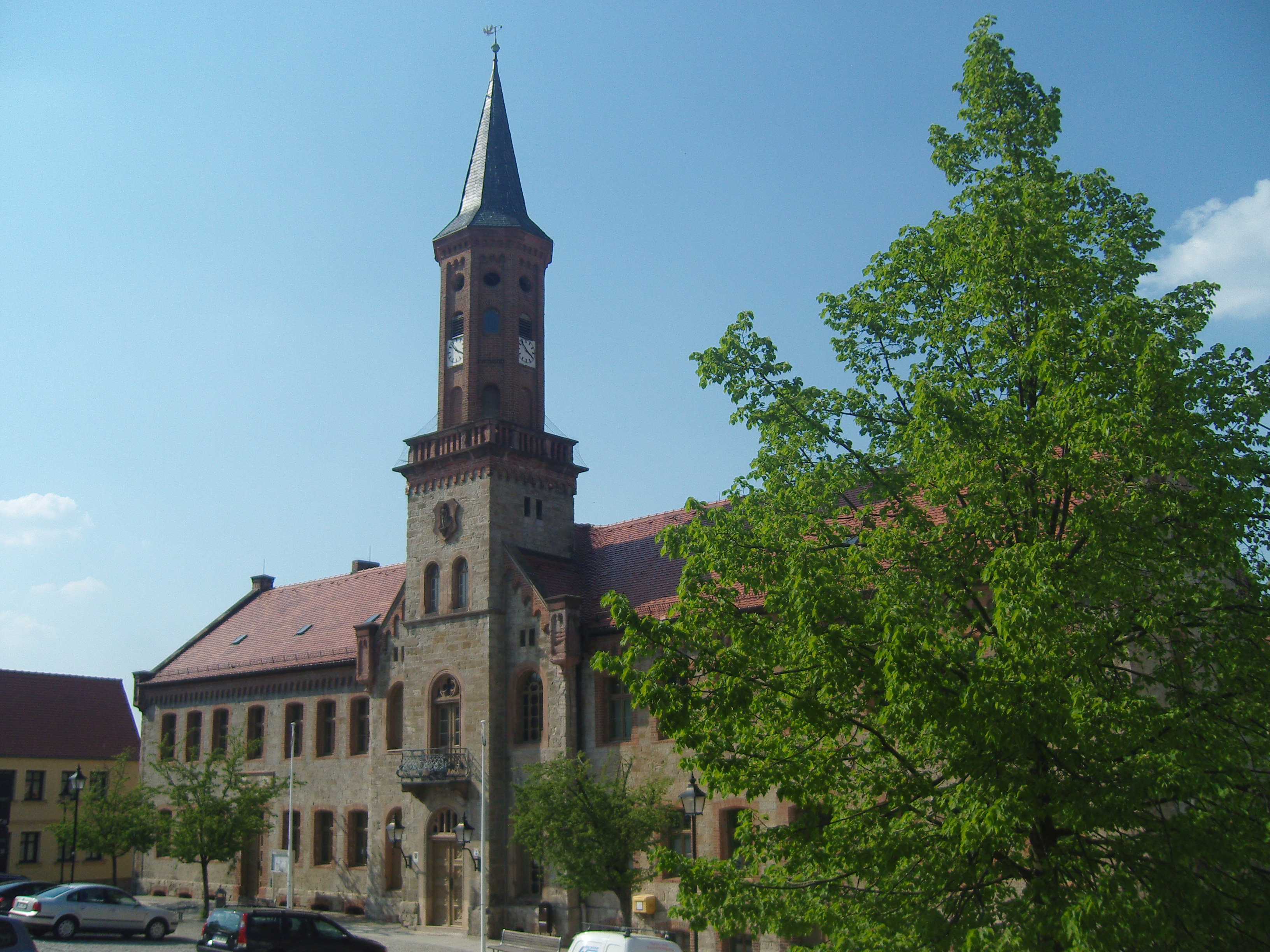
Rathaus Könnern

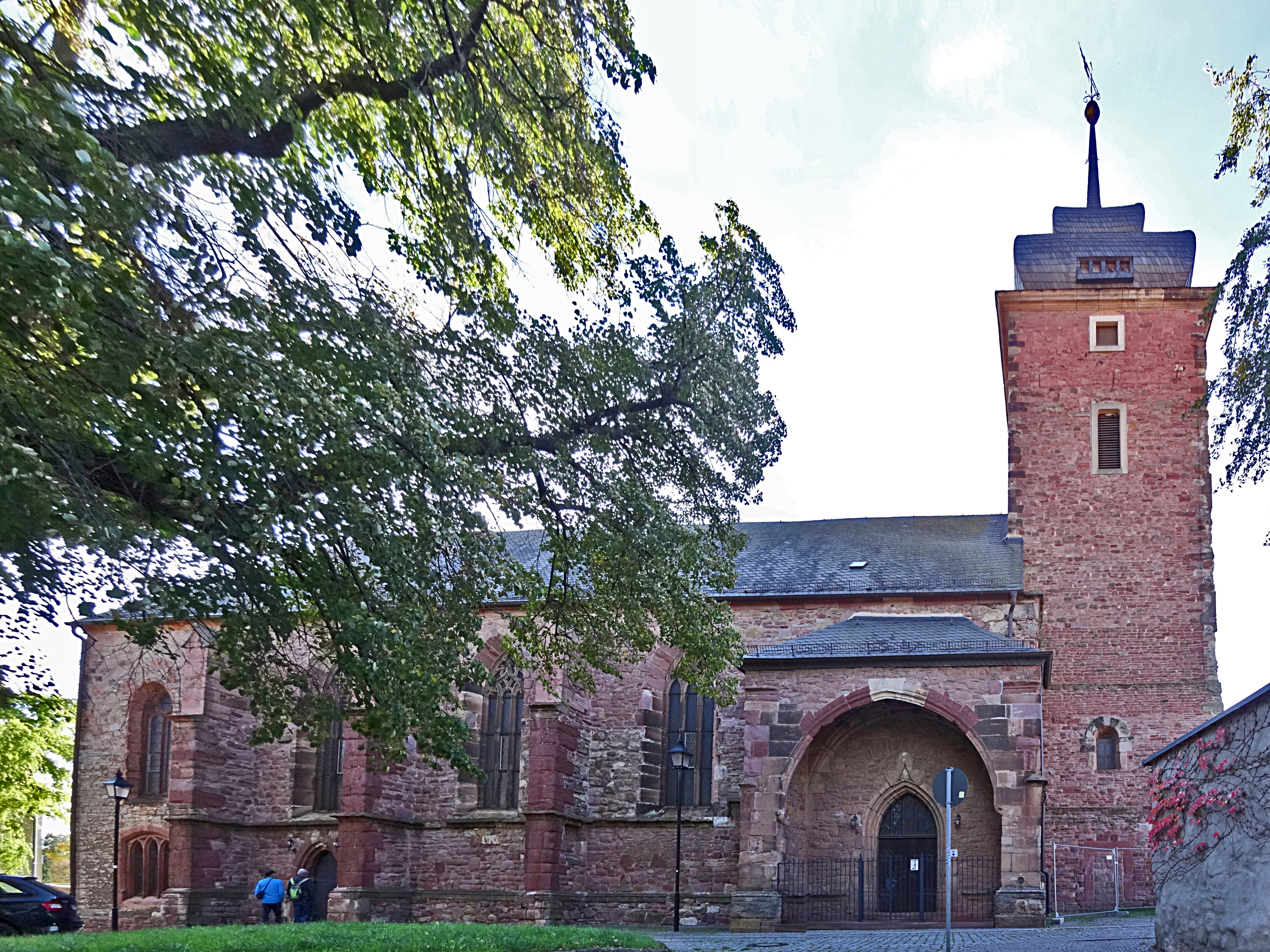
Stadtkirche

Könnern (bis 1911 Cönnern) ist eine Kleinstadt im Salzlandkreis in Sachsen-Anhalt.

## Geografie
Die Saale fließt am westlichen Stadtrand vorbei. Dieser Flussabschnitt gehört zum Naturpark Unteres Saaletal. Der Osten der Stadt Könnern wird von der Fuhne durchflossen.

### Stadtgliederung
Die Stadt gliedert sich in Ortschaften und Ortsteile:
| Ortschaft        | Ortsteile                                                             |
| ---------------- | --------------------------------------------------------------------- |
| Beesenlaublingen | Beesenlaublingen, Beesedau, Kustrena, Mukrena, Poplitz und Zweihausen |
| Belleben         | Belleben, Haus Zeitz und Piesdorf                                     |
| Cörmigk          | Cörmigk                                                               |
| Edlau            | Hohenedlau, Kirchedlau, Mitteledlau und Sieglitz                      |
| Gerlebogk        | Gerlebogk und Berwitz                                                 |
| Golbitz          | Golbitz und Garsena                                                   |
| Könnern          | Könnern, Nelben und Trebnitz mit Altmödewitz                          |
| Lebendorf        | Lebendorf, Bebitz und Trebitz                                         |
| Strenznaundorf   | Strenznaundorf                                                        |
| Wiendorf         | Wiendorf, Ilbersdorf und Pfitzdorf                                    |
| Zickeritz        | Zickeritz, Brucke und Zellewitz                                       |

### Nachbargemeinden
Nachbargemeinden sind: Aschersleben, Alsleben (Saale), Plötzkau und Bernburg im Norden, Köthen und Südliches Anhalt (beide ABI) im Osten, Wettin-Löbejün (SK) sowie Gerbstedt (Landkreis Mansfeld-Südharz) im Süden, und Arnstein (Landkreis Mansfeld-Südharz) im Westen.

### Eingemeindungen, Entwicklung des Stadtgebiets
Die Eingemeindungen nach Könnern fanden in den Jahren 1997 (Trebnitz), 2003 (drei Gemeinden), 2005 (drei Gemeinden) und 2010 (vier Gemeinden) statt.
Eingemeindungen in jetzige Ortsteile (ehemals selbständige Gemeinden) fanden 1950 (elf Gemeinden), 1957 (Kustrena) und 1961 (Piesdorf) statt. Im Jahr 1993 wurde ein Ortsteil umgegliedert.
| Ehemalige Gemeinde  | Datum          | Anmerkung                               |
| ------------------- | -------------- | --------------------------------------- |
| Bebitz              | 1. Juli 1950   | Eingemeindung nach Lebendorf            |
| Beesedau            | 1. Juli 1950   | Eingemeindung nach Beesenlaublingen     |
| Beesenlaublingen    | 1. Januar 2005 |                                         |
| Belleben            | 1. Januar 2005 |                                         |
| Brucke              | 1. Juli 1950   | Eingemeindung nach Zickeritz            |
| Cörmigk             | 1. Januar 2010 |                                         |
| Edlau               | 1. Januar 2010 |                                         |
| Garsena             | 1. Juli 1950   | Eingemeindung nach Golbitz              |
| Gerlebogk           | 1. Januar 2010 |                                         |
| Golbitz             | 1. Januar 2003 |                                         |
| Hohenedlau          | 1. Juli 1950   | Zusammenschluss mit Kirchedlau zu Edlau |
| Ilbersdorf          | 1. Juli 1950   | Eingemeindung nach Wiendorf             |
| Kirchedlau          | 1. Juli 1950   | Zusammenschluss mit Hohenedlau zu Edlau |
| Kustrena            | 1. Januar 1957 | Eingemeindung nach Beesenlaublingen     |
| Lebendorf           | 1. Januar 2003 |                                         |
| Mukrena             | 1. Juli 1950   | Eingemeindung nach Beesenlaublingen     |
| Nelben              | 2. Januar 1993 | Umgliederung von Gnölbzig               |
| Pfitzdorf           | 1. Juli 1950   | Eingemeindung nach Wiendorf             |
| Piesdorf            | 14. Juli 1961  | Eingemeindung nach Belleben             |
| Strenznaundorf      | 1. Januar 2005 |                                         |
| Trebitz bei Könnern | 1. Juli 1950   | Eingemeindung nach Lebendorf            |
| Trebnitz            | 1. Mai 1997    |                                         |
| Wiendorf            | 1. Januar 2010 |                                         |
| Zellewitz           | 1. Juli 1950   | Eingemeindung nach Zickeritz            |
| Zickeritz           | 1. Januar 2003 |                                         |

## Geschichte

### Könnern
Könnern wurde um 700 als sorbische Siedlung gegründet. Während des Kampfes der Sorben und Franken, die im Jahre 806 die Saale überschritten, entstand hier eine Burg an der Gabelung alter Handels- und Heerstraßen. Die Siedlung Könnern wurde 1004 oder 1007 durch Heinrich II. dem Erzstift Magdeburg geschenkt, im Jahre 1012 wurde der Ort erstmals als Conire in einer Urkunde von Bischof Thietmar von Merseburg erwähnt.
In der 2. Hälfte des 12. Jahrhunderts ließ Erzbischof Wichmann in Könnern ein ländliches Gut erbauen. Nach mehrfachen Verpfändungen ab etwa 1300 gelangte Könnern 1479 an das Erzstift Magdeburg zurück. Eine Urkunde aus dem Jahre 1364 belegt, dass Könnern zu diesem Zeitpunkt ein Rathaus besaß und Stadtrecht hatte. Die Stadt Könnern gehörte als Mediatstadt zum Erzstift Magdeburg, ab 1680 das brandenburg-preußische Herzogtum Magdeburg, und lag im Saalkreis, dessen Grenzen 1816 mit Einrichtung der Provinz Sachsen verändert wurden.
Während der französischen Besetzung (1807 bis 1813) wurde Könnern dem Königreich Westphalen angegliedert und dem Distrikt Halle im Departement der Saale zugeordnet. Die Stadt war der Hauptort des Kantons Cönnern.
Von 1952 bis 2007 gehörte Könnern zum Kreis Bernburg. Einen verbogenen, 45,2 Gramm schweren goldenen Eidring fand man 2009 im Bereich der Biogasanlage.

### Trebnitz
Der Ortsteil Trebnitz wurde 961 erstmals erwähnt, als Markgraf Gero hier eine Burg errichten ließ. Die Burg wurde nach ihrer Zerstörung im Dreißigjährigen Krieg als Wasserschloss neu aufgebaut. Das in der zweiten Hälfte des 20. Jahrhunderts von der örtlichen Landwirtschaftlichen Produktionsgenossenschaft genutzte Schloss wurde im Jahr 2001 von Uwe Meenen für 100.000 DM erworben; dieser wollte aus dem Schloss ein so genanntes „nationales Schulungszentrum“ machen; als Betreiber war Steffen Hupka eingesetzt. Nach internen Streitigkeiten und Finanzproblemen wurde das Projekt aufgegeben. Im Jahr 2010 wurde das gut erhaltene Schloss mit 2.000 Quadratmetern Wohnfläche bei einer Versteigerung des Amtsgerichts Bernburg von den NPD-Politikern Thomas Wulff und Axel Schunk für 80.000 Euro erworben.

### Einwohnerentwicklung
Entwicklung der Einwohnerzahl (ab 1995 31. Dezember):
| - 1840: 2.510 - 1990: 9.200 1 - 1995: 8.964 - 2000: 8.797 | - 2001: 8.650 - 2002: 8.608 - 2003: 8.456 - 2004: 8.349 - 2008: 9.546 2 - 2011: 9.114 2 |

1: am 3. Oktober 1990

2: einschließlich aller Ortsteile

## Politik

### Stadtrat
Bei der Kommunalwahl am 25. Mai 2014 wurden 20 Stadträte gewählt. Die Wahl führte zu folgendem Ergebnis:

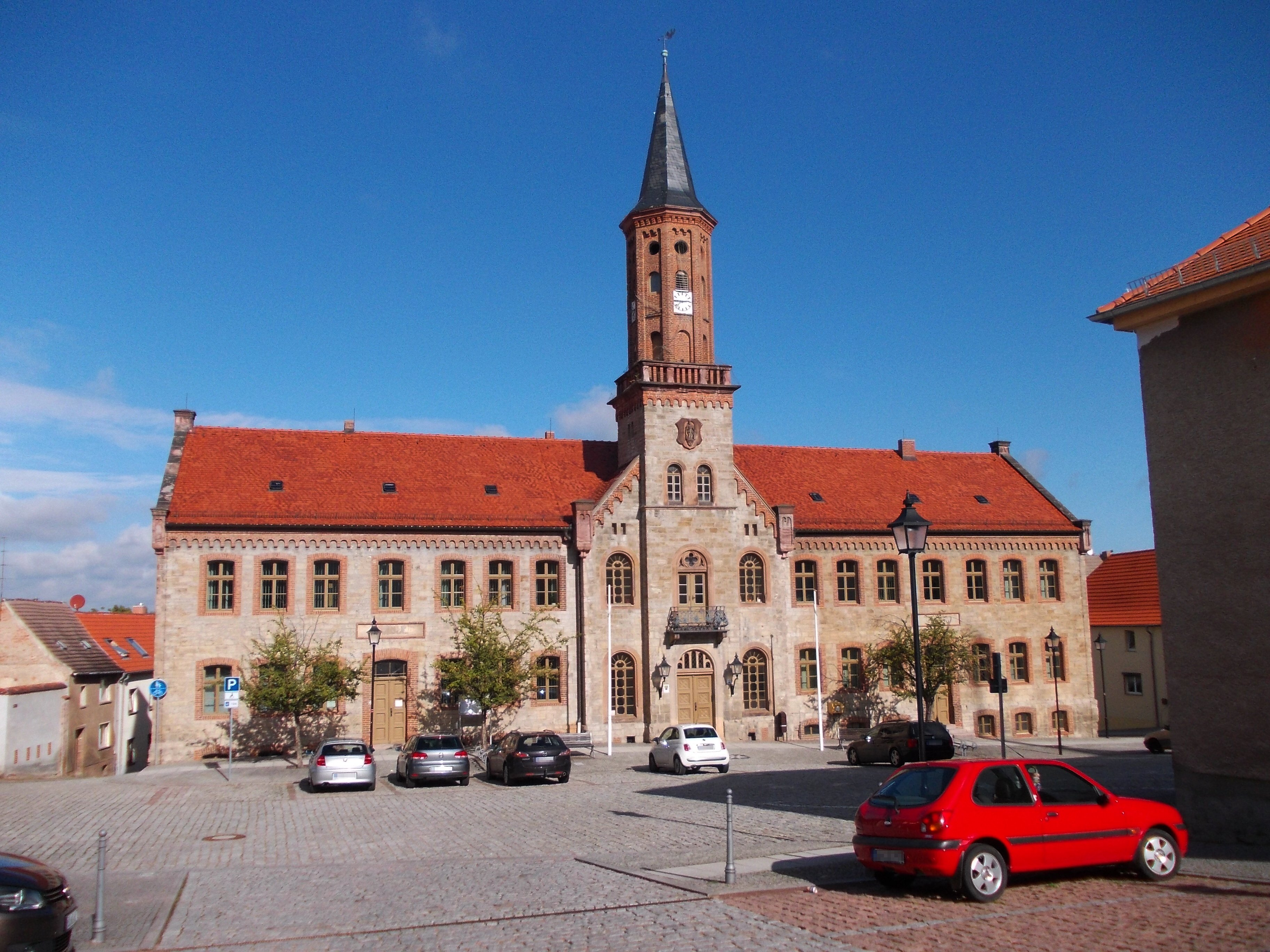
Rathaus Könnern

| Partei / Liste | Stimmenantei | Sitze |
| CDU            | 27,2 %       | 5     |
| LINKE          | 18,6 %       | 4     |
| SPD            | 10,3 %       | 2     |
| FDP            | 14,3 %       | 3     |
| Wählergruppen  | 29,6 %       | 6     |
| Gesamt         | 100 %        | 20    |

### Wappen
| Wappen von Könnern | Blasonierung: „In Blau unter goldenem Baldachin stehend der heilige Wenzeslaus im hermelingefütterten roten Mantel, mit dem Herzogshut auf dem Haupte, in der Rechten ein gesenktes Schwert mit goldenem Griff, in der Linken einen grünen Palmwedel haltend; zu seinen Füßen ein geteilter Schild mit 2 : 1 Kugeln, die oberen silbern in Rot, die untere rot in Silber; zu beiden Seiten des Baldachins schließt sich je ein goldenes Kirchenschiff an.“ |
| Wappen von Könnern | Wappenbegründung: Das Wappen bezieht sich auf ein bereits 1364 nachweisliches Bild. Später wurde aus dem Heiligen ein Kavalier mit Degen an der Seite, dann ein Ritter. Das Wappen wurde 1993 vom Magdeburger Kommunalheraldiker Jörg Mantzsch nach einer Vorlage von Otto Hupp gestaltet und ins Genehmigungsverfahren geführt. |

### Flagge
Die Flagge ist Blau – Weiß längsgestreift. Das Stadtwappen ist mittig auf die Flagge aufgelegt.

## Kultur und Sehenswürdigkeiten

### Bauwerke
- Schloss Piesdorf, 1479 Lehen derer von Krosigk, ab 1754 der von Wedell, im Stil der Neorenaissance 1868 erbaut von Wilhelm von Wedell
- Gutshaus Beesedau, errichtet 1707 von Vollrath Leberecht von Krosigk-Sandersleben
- Gutshaus und Park Beesenlaublingen, ab dem 12. Jh. im Besitz derer von Krosigk
- Schloss Poplitz, erbaut ab 1671 für Bernhard Friedrich von Krosigk

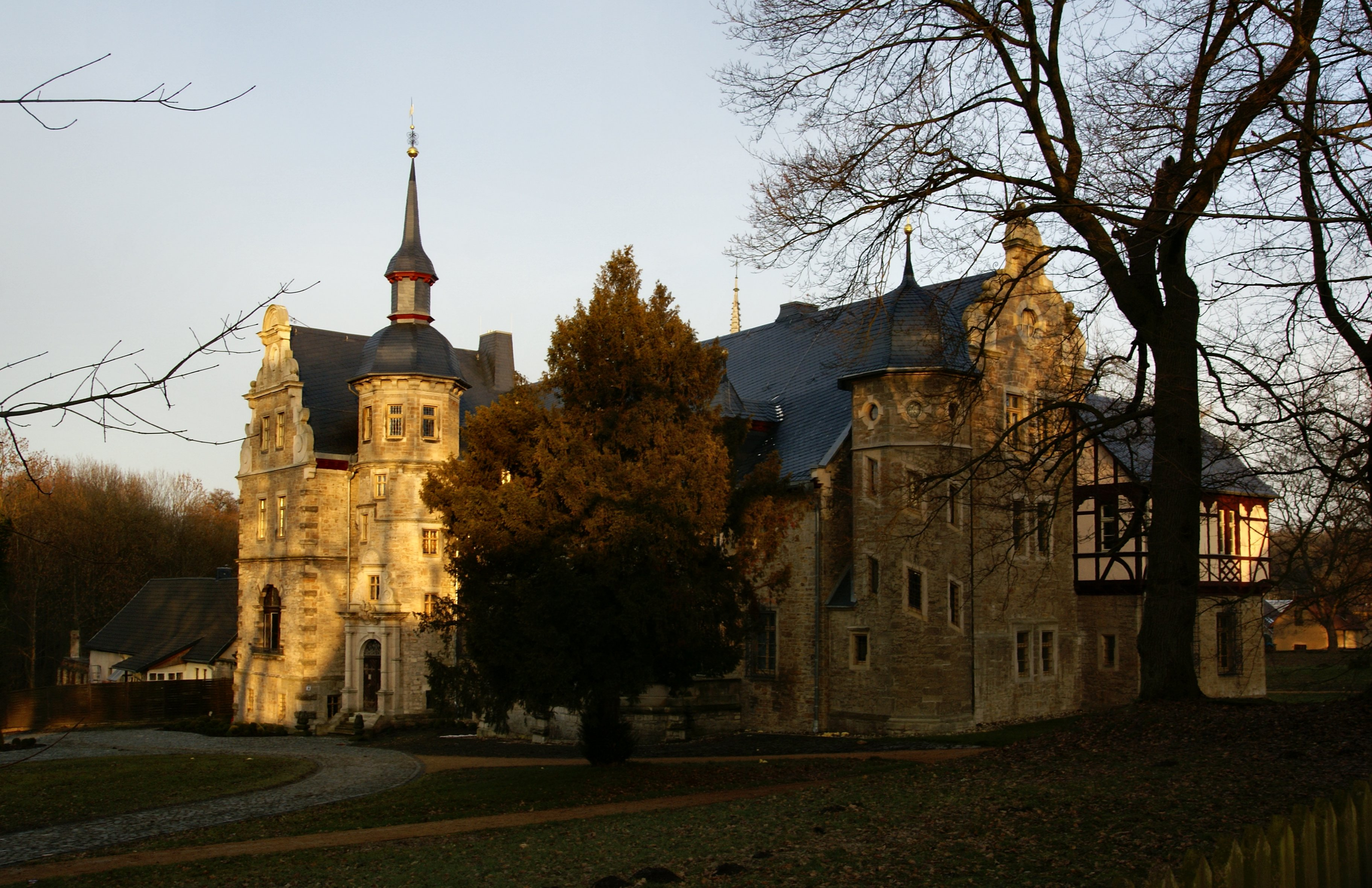
Schloss Piesdorf
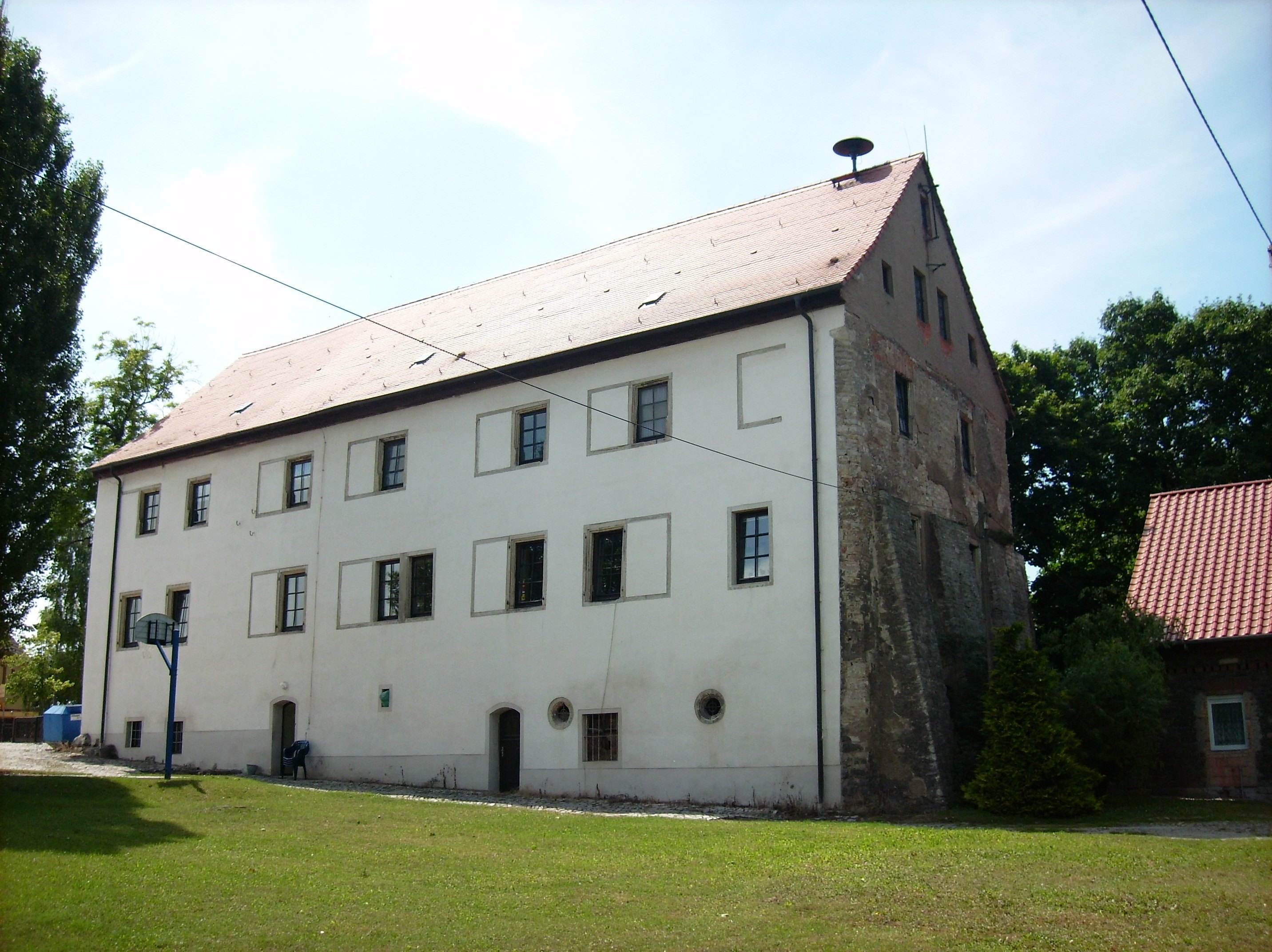
Schloss Beesenlaublingen
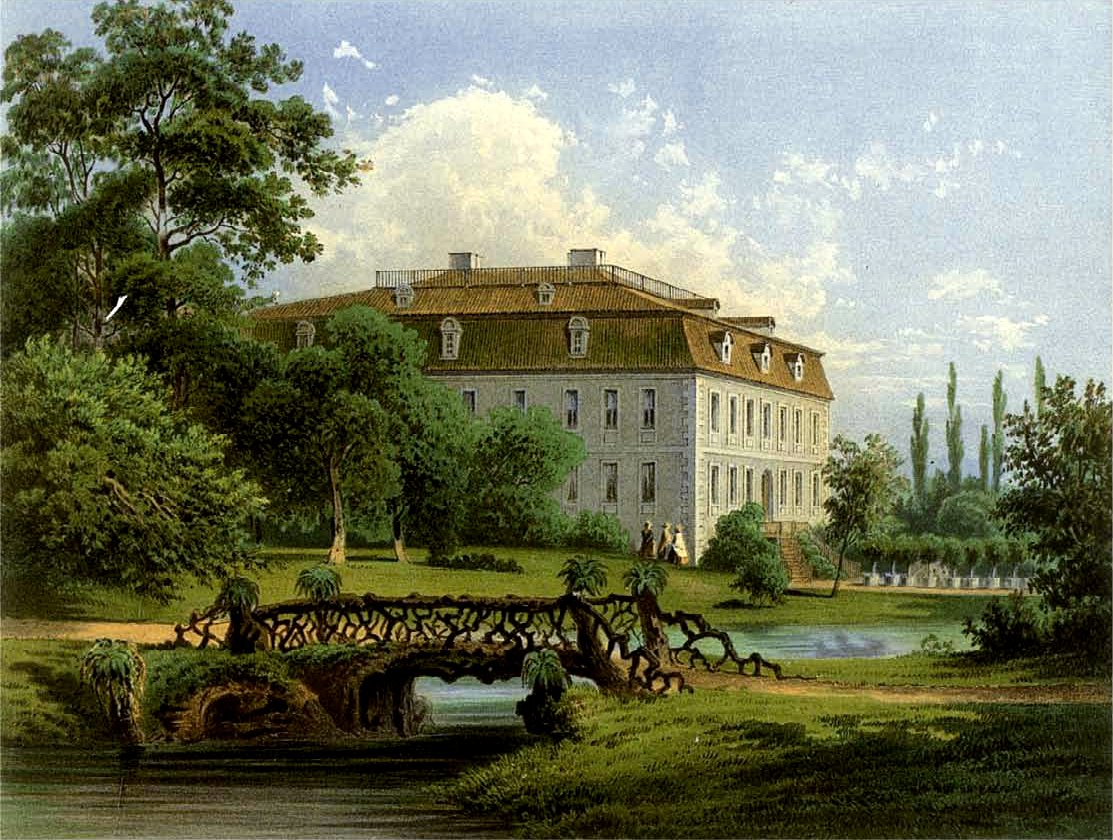
Schloss Poplitz (19. Jh.)

### Gedenkstätten
- Grabstätten auf den Friedhöfen der Ortsteile Belleben, Golbitz und Piesdorf von acht KZ-Häftlingen, die bei einem Todesmarsch vom KZ Langenstein-Zwieberge, einem Außenlager des KZ Buchenwald, in Richtung Köthen im April 1945 von SS-Männern ermordet wurden
- Grabstätten auf dem Ortsfriedhof für drei (nach anderen Angaben 15) unbekannte KZ-Häftlinge sowie für 20 während des Zweiten Weltkrieges nach Deutschland verschleppte Frauen und Männer, die Opfer von Zwangsarbeit wurden
- Grabstätten auf dem Friedhof des Ortsteiles Strenznaundorf für vier erschossene KZ-Häftlinge
- Grabstätten auf dem Friedhof des Ortsteiles Brucke für zwei KZ-Häftlinge

## Religionen

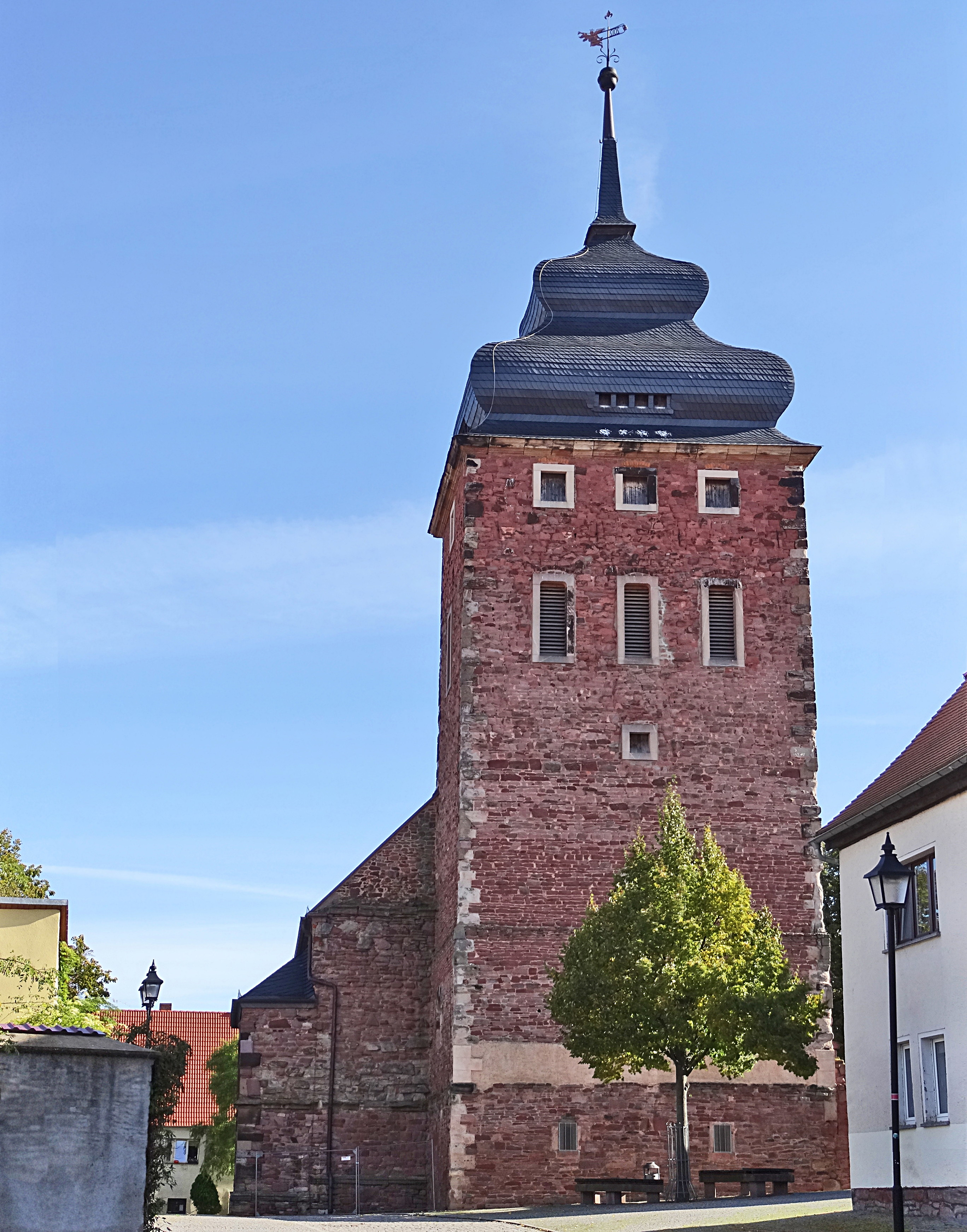
St.-Wenzels-Kirche

In Könnern gibt es eine Kirche der Evangelischen Kirche in Mitteldeutschland, die St.-Wenzels-Kirche, die nach Wenzel von Böhmen benannt ist. Sowie eine Kirche der Neuapostolischen Kirche in Nord- und Ostdeutschland, deren Gemeinde Könnern auf das Jahr 1928 zurückgeht.
Nachdem Könnern im 16. Jahrhundert durch die Reformation protestantisch geworden war, erfolgte 1932 die Einrichtung einer katholischen Kapelle, die sich in einem Nebengebäude der Gaststätte Emilius an der Leipziger Straße befand und am 28. März 1932 benediziert wurde. Ab 1937 gehörte Könnern als Kuratie „Regina pacis et sanctus Wenceslaus“ zur Pfarrei St. Elisabeth (Alsleben). Im Haus Neue Straße 9 wurde ein Raum angemietet und eine neue Kapelle eingerichtet. Dies geschah wohl um 1939, nachdem ein Plan von 1937, auf einem angekauften Grundstück am Friedhofsweg eine Kirche zu bauen, nicht realisiert werden konnte. Von 1964 bis zu seinem Eintritt in den Ruhestand im Jahre 1990 war Josef Gröschler (1918–2009) der letzte Kuratus in Könnern, nach seinem Eintritt in den Ruhestand wurde die Kapelle wieder aufgegeben. Katholiken in Könnern gehören heute zur Kirche in Alsleben (Saale).

## Wirtschaft und Infrastruktur

### Ansässige Unternehmen
Bereits vor 1990 bestehende bedeutende Unternehmen:
- Flanschenwerk Bebitz (Ortsteil Bebitz)
- Deutsche Tiernahrung Cremer GmbH & Co. KG (deuka Futtermittelwerk)
- Betonwerk HTB Hoch- und Tiefbaustoffe
- In Könnern befindet sich eine der drei Zuckerfabriken Sachsen-Anhalts. Sie gehört zum Kölner Konzern Pfeifer & Langen.
- Bauerngut (Fleischwerke der Edeka Minden-Hannover, Zulieferbetrieb für Fleischprodukte der Edeka-Gruppe)
- Vebiro GmbH (Fachunternehmen für Gewässersanierung)

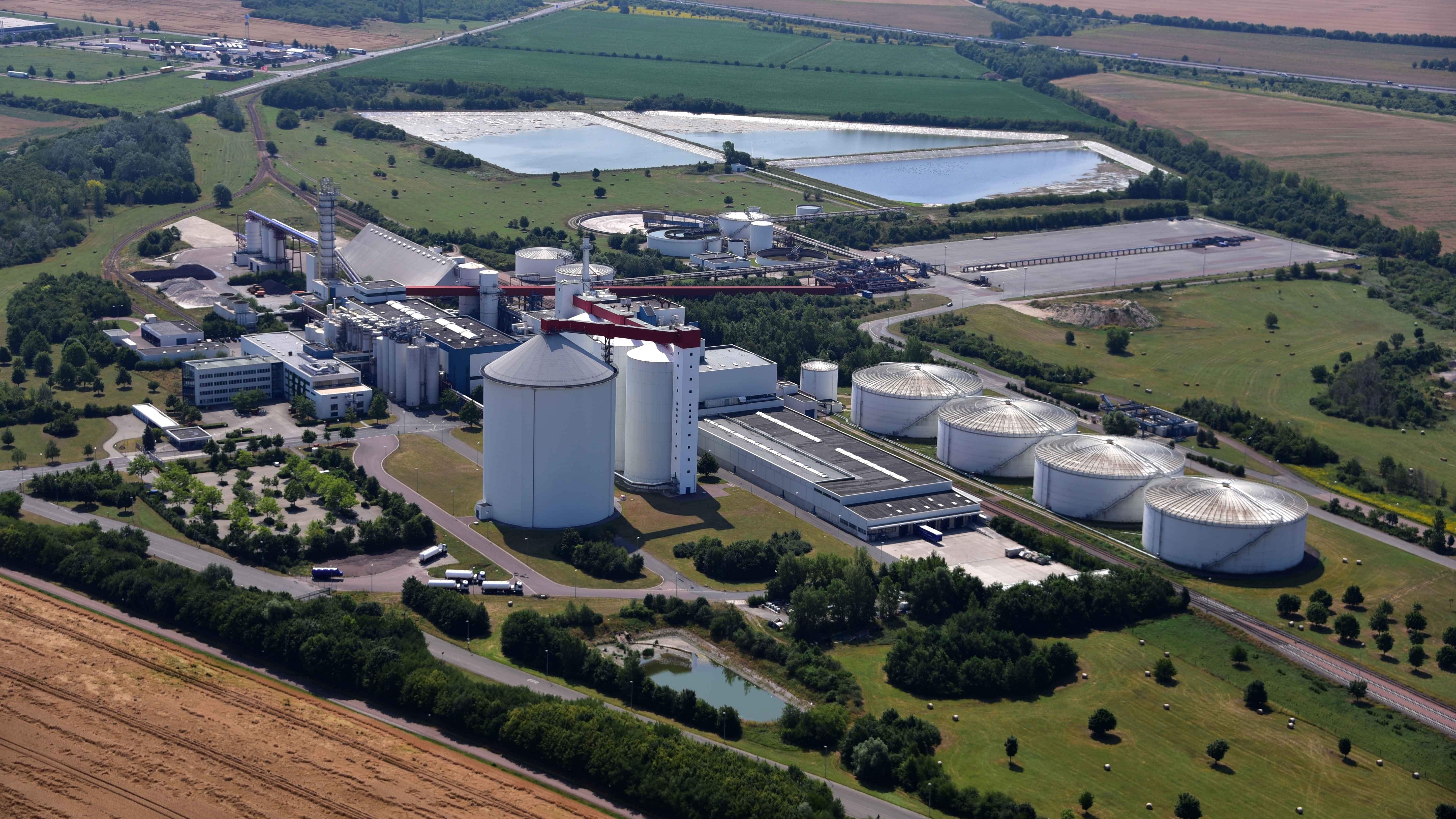
Könnern, Industriegebiet Nord, Pfeifer u. Langen, Luftaufnahme (2017)

- Butting Könnern (seit 2017, Übernahme der Sosta GmbH)[17]

### Verkehrsanbindung

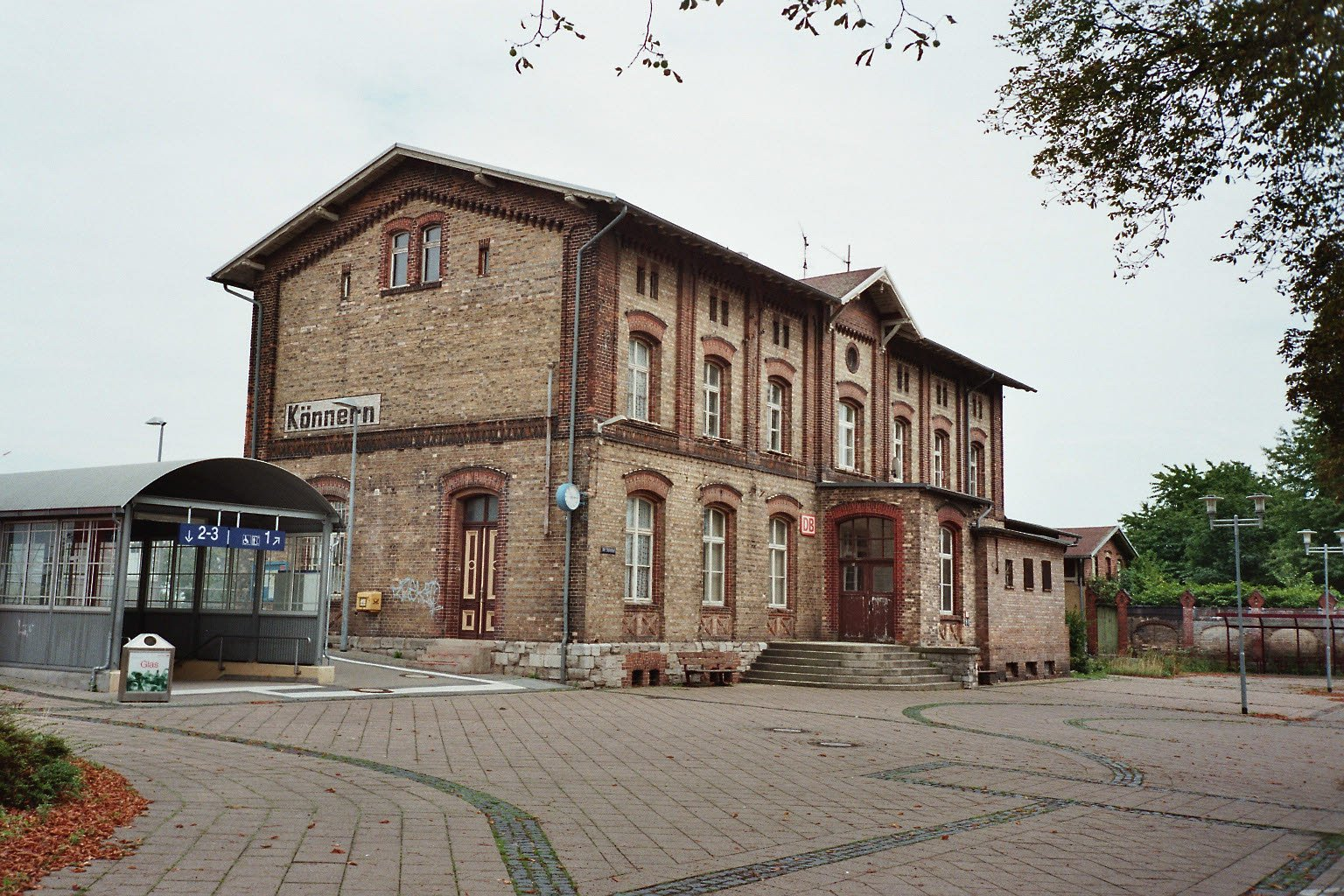
Der Bahnhof von Könnern

Durch den Ort verlaufen u. a. die Landesstraßen L50 und L85. Könnern besitzt daneben einen Anschluss an der A 14 von Halle (Saale) nach Magdeburg.
Die vorhandene Schieneninfrastruktur auf der Bahnstrecke Halle–Halberstadt wurde in den vergangenen Jahren erneuert. Im Bahnhof Könnern als ÖPNV-Knotenpunkt halten die Regional-Express-Züge Halle–Halberstadt(–Goslar). Über die Bahnstrecke Könnern–Baalberge ist Könnern mit der Kreisstadt Bernburg verbunden. Diese Strecke wird von den Regionalbahnen Halle–Bernburg–Magdeburg mit Halt an allen Unterwegsbahnhöfen bedient. An dieser Strecke lagen auch die Haltepunkte Trebitz (b Könnern) und Bebitz (beides Ortsteile von Könnern), die bis zum 9. Dezember 2018 bedient wurden.

### Bildung
- Sekundarschule (in Trägerschaft der Stadt Könnern)
- zwei Grundschulen
- eine Privatschule (Ersatzschule)
- fünf Kindertagesstätten und ein Schulhort in städtischer Trägerschaft
- zwei Kindertagesstätten und ein Schulhort in freier Trägerschaft

## Söhne der Stadt
Im heute zu Könnern gehörigen Gebiet geboren:
- Vollrad von Krosigk (1577–1626), Gutsherr
- Peter Hohmann (1663–1732), Handelsherr und Bankier in Leipzig
- Heinrich von Krosigk (1700–1746), Standesherr und Hofmarschall
- Friedrich Victor Lebrecht Plessing (1749–1806), Philosoph und Hochschullehrer, geboren in Belleben
- Friedrich Anton Franz Bertrand (1751/1757 – nach 1830), Dichter von Balladen und Melodramen, vertont u. a. von Franz Schubert
- Karl von Schmidt (1773–1841), preußischer Generalleutnant
- Dedo von Krosigk (1776–1857), Landrat, Rittergutsbesitzer
- Heinrich Ferdinand von Krosigk (1778–1813), preußischer Major, und prominentes Opfer der Völkerschlacht von Leipzig
- Friedrich von Krosigk (1784–1871), Standesherr, Politiker, Mitglied des Preußischen Herrenhauses
- Ferdinand Friedrich Weichsel (1788–1854), Rechtsanwalt, Notar und Politiker in Magdeburg
- Wilhelm von Wedell (1801–1866), Oberpräsident in Schlesien
- Vollrath von Krosigk (1819–1889), Standesherr, Politiker, Mitglied des Preußischen Herrenhauses
- Ludwig Hasper (1825–1890), Altphilologe und Gymnasiallehrer
- Alexander Bode (1860–1920), Gärtner und Pädagoge
- René Reinicke (1860–1926), Maler und Illustrator
- Hans Hahne (1875–1935), Mediziner und Prähistoriker
- Gustav Hartz (1884–1950), DNVP-Politiker
- Gerhard Conrad (1895–1982), Generalleutnant der Luftwaffe im Zweiten Weltkrieg